# Lungentumor
Ein Lungentumor oder eine Lungengeschwulst ist eine gutartige oder bösartige Geschwulst der Lunge. Alle in der Lunge vorkommenden Gewebearten können Ausgangspunkt für einen Lungentumor sein. Der häufigste gutartige Tumor, das Harmatochondrom, hat einen Anteil von etwa 75 %, geht von Knorpelgewebe aus und schließt Bronchialepithel und Bindegewebe ein. Der häufigste bösartige Tumor ist das Bronchialkarzinom („Lungenkrebs“).

## Gutartige Lungentumoren
Benigne Tumoren sind meist symptomlos, häufig Zufallsbefunde bei einer Röntgenaufnahme mit scharf begrenzter Verschattung meist in den äußeren Lungenabschnitten.
Infrage kommen:
- Chondrom
- Fibrom
- Hamartochondrom (Mischtumor mit Hamartom und Chondrom-Anteilen)
- Lipom
- Neurinom
- Osteom
- Teratom

## Bösartige Lungentumore
Maligne Tumoren sind weitaus häufiger (etwa 80 %)
Folgende Unterscheidung ist gebräuchlich:
- Primärer Lungentumor, vom Bronchialsystem, seltener vom Epithel der Lungenbläschen ausgehend
  - Bronchioloalveoläres Karzinom
  - Bronchiales Leiomyom
  - Bronchialkarzinom
  - Karzinoid
  - Lungenadenomatose
  - Lymphom
  - Neuroendokriner Tumor
  - Pancoast-Tumor
  - Pleuro-pulmonales Blastom
  - Sarkom
- Sekundärer Lungentumor, als Metastase über die Blutbahn (hämatogen) oder von angrenzenden Geweben eindringend
  - Lungenmetastase
  - Lymphangiomatosis
  - Mediastinaltumor
  - pleurale Tumoren